# Kreis Küblis
| Küblis              | Küblis            |
| ------------------- | ----------------- |
| Küblis              |                   |
| Basisdaten          |                   |
| Staat:              | Schweiz           |
| Kanton:             | Graubünden (GR)   |
| Bezirk:             | Prättigau-Davos   |
| Hauptort:           | Küblis            |
| Fläche:             | 53,25 km²         |
| Einwohner:          | 1824 (31.12.2009) |
| Bevölkerungsdichte: | 34 Einw. pro km²  |
| Aufgehoben am:      | 31. Dezember 2015 |
| Karte               |                   |
| Karte von Küblis    |                   |

Der Kreis Küblis bildete bis am 31. Dezember 2015 zusammen mit den Kreisen Davos, Jenaz, Klosters, Luzein, Schiers und Seewis den Bezirk Prättigau-Davos des Kantons Graubünden in der Schweiz. Der Sitz des Kreisamtes war in Küblis. Durch die Bündner Gebietsreform wurden die Kreise aufgehoben.

## Gemeinden
Der Kreis setzte sich aus folgenden Gemeinden zusammen:
| Wappen               | Name der Gemeinde    | Einwohner (Dez. 2015) | Fläche in km² | BFS-Nr |
| -------------------- | -------------------- | --------------------- | ------------- | ------ |
| Conters im Prättigau | Conters im Prättigau | 215                   | 18,40         | 3881   |
| Küblis               | Küblis               | 858                   | 8,14          | 3882   |
| Saas im Prättigau    | Saas im Prättigau    | 729                   | 26,71         | 3883   |

## Veränderungen im Gemeindebestand

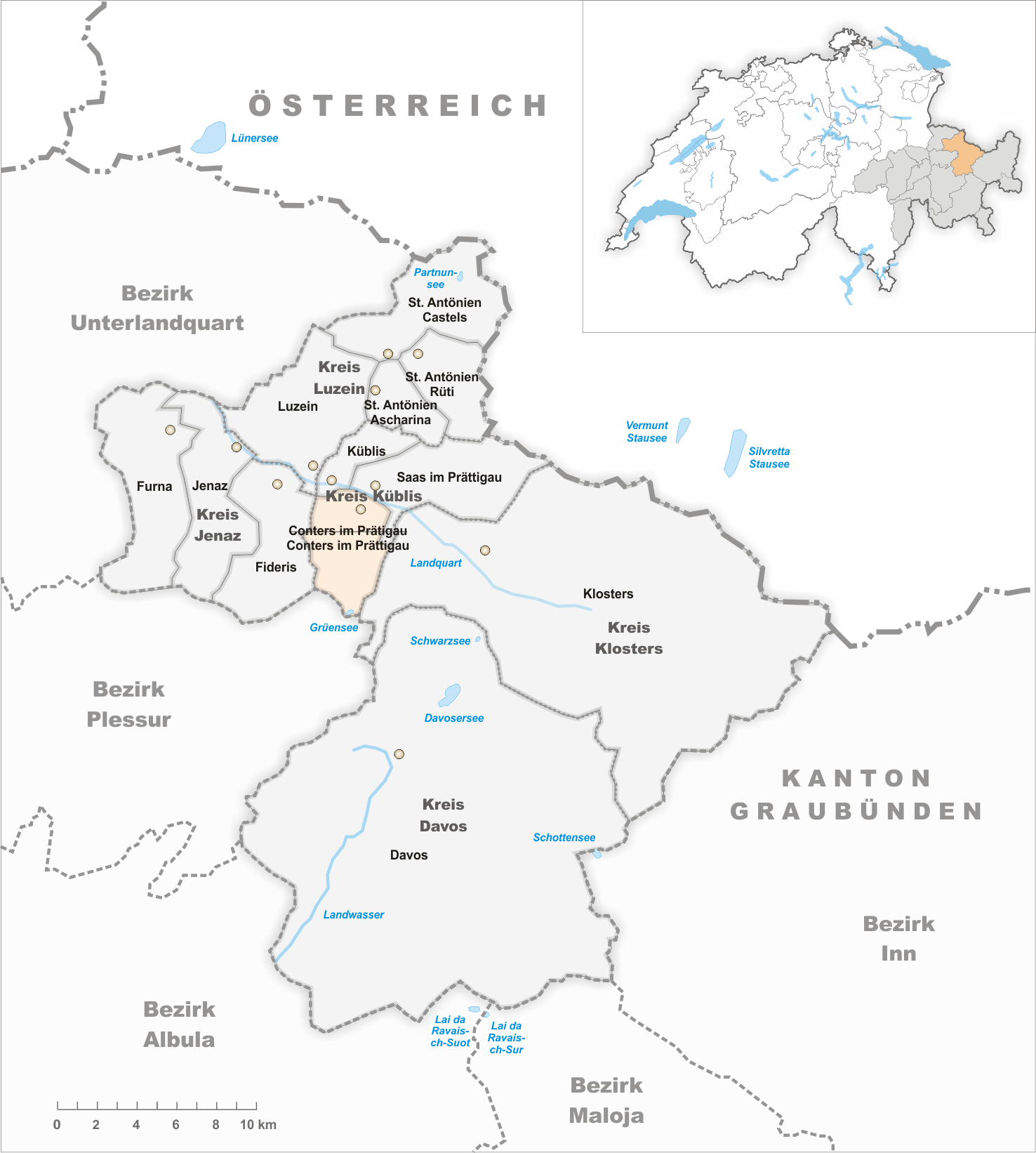
Gemeinden bis 1961

- 1962: Namensänderung von Conters im Prätigau → Conters im Prättigau